# Carlos Willian
Carlos Willian de Souza (Belo Horizonte, 1 de agosto de 1956) é um advogado e político brasileiro.

## Vida pessoal
É membro da Igreja do Evangelho Quadrangular.

## Formação
Formou-se em Direito pela Fundação Educacional Monsenhor Messias em 1991, e em seguida cursou Pós-Graduação Latu Sensu em Administração Pública.

## Carreira

### Política
Foi vereador em Minas Gerais pelo PPB entre 2001 e 2003.  Elegeu-se deputado federal pelo PST, mas migrou para o PSB e em seguida para o PSC, onde permaneceu até 2005.  Em 2005, filiou-se ao PMDB, onde foi Vice-Líder do partido. Em 2006, filiou-se ao PTC e foi novamente eleito como deputado federal. Em 2008, foi Vice-Líder do Bloco PMDB, PSC, PTC.
Em 2007, foi suplente da CPI das Escutas Telefônicas Clandestinas.
Em seu segunto mandato, William desenvolveu um Projeto de Lei que alterava o artigo 253 do Código Penal, que é o de fabricar, fornecer, adquirir possuir ou transportar explosivos ou gás tóxico ou asfixiante, e o Estatuto do Desarmamento (Lei 10826/03). Porém, o PL foi substituido em 2008 pelo Projeto de Lei 7349/06, do deputado Bernardo Ariston (PMDB-RJ), que exclui as modificações no Código Penal.

#### Plano de homicídio
Em junho de 2007, a Polícia Civil de Osasco acusou o deputado federal e presidente da Igreja do Evangelho Quadrangular deputado federal Mário de Oliveira (PSC-MG) de planejar a morte de Carlos Willian. Oliveira teria enviado Odair da Silva para contratar o pistoleiro "Alemão", mas Odair foi preso no dia 19 e confessou o crime. Ainda, o crime foi confirmado por um grampo telefônico. De acordo com a polícia, o crime não se concretizou porque Willian mudou sua rotina e pegou carona no avião presidencial. De acordo com Willian, suas desavenças com Oliveira começaram quando este lhe pediu para abdicar para que fosse substituidos por um dos suplentes. Willian negou, e Oliveira teria passado a persegui-lo e a prejudicá-lo na igreja. Já Oliveira afirma que William teria roubado R$ 800 mil seus e humilhado sua mãe.
O caso teve origem no Ministério Público de São Paulo, mas foi transferido para o Supremo Tribunal Federal, mas o PTC entrou com uma representação na Conselho de Ética da Câmara, Durante as investigações, foram levantadas duas hipóteses, uma de ameaça real e outra de armação por parte de Willian. Foram descobertos mais casos envolvendo os dois e a Igreja. Willian denunciou Oliveira no dia da posse na corregedoria da Câmara por agressão verbal,  Charles Santos Souza, assessor parlamentar de Willian, foi processado por falsificação de documentos e estelionato e sua ONG Jeová Jiré, ligada à Igreja do Evangelho Quadrangular, teria desviado dinheiro público na compra de carros e mansões. O caso foi arquivado  por unanimidade em março de 2008 por falta de provas.

### Outras atividades
Foi Diretor e Presidente da Rádio 107 FM, Diretor da Empresa de Pesquisa Agropecuária de Minas Gerais e do Instituto Estadual de Florestas e Coordenador Regional da Fundação Nacional de Saúde. Foi advogado da Igreja do Evangelho Quadrangular.